# Universidade de Ciências Aplicadas Hanze
A Universidade de Ciências Aplicadas Hanze (UCA), é a maior "Universidade De Ciências Aplicadas" do norte dos Países Baixos e está localizada em Groningen. A Hanze UCA oferece vários Bacharelados e Mestrados em holandês, inglês e alemão, e trabalha com institutos parceiros Internacionais. A universidade tem aproximadamente 25.000 estudantes em seu corpo estudantil e uma equipe com 2.700 trabalhadores.

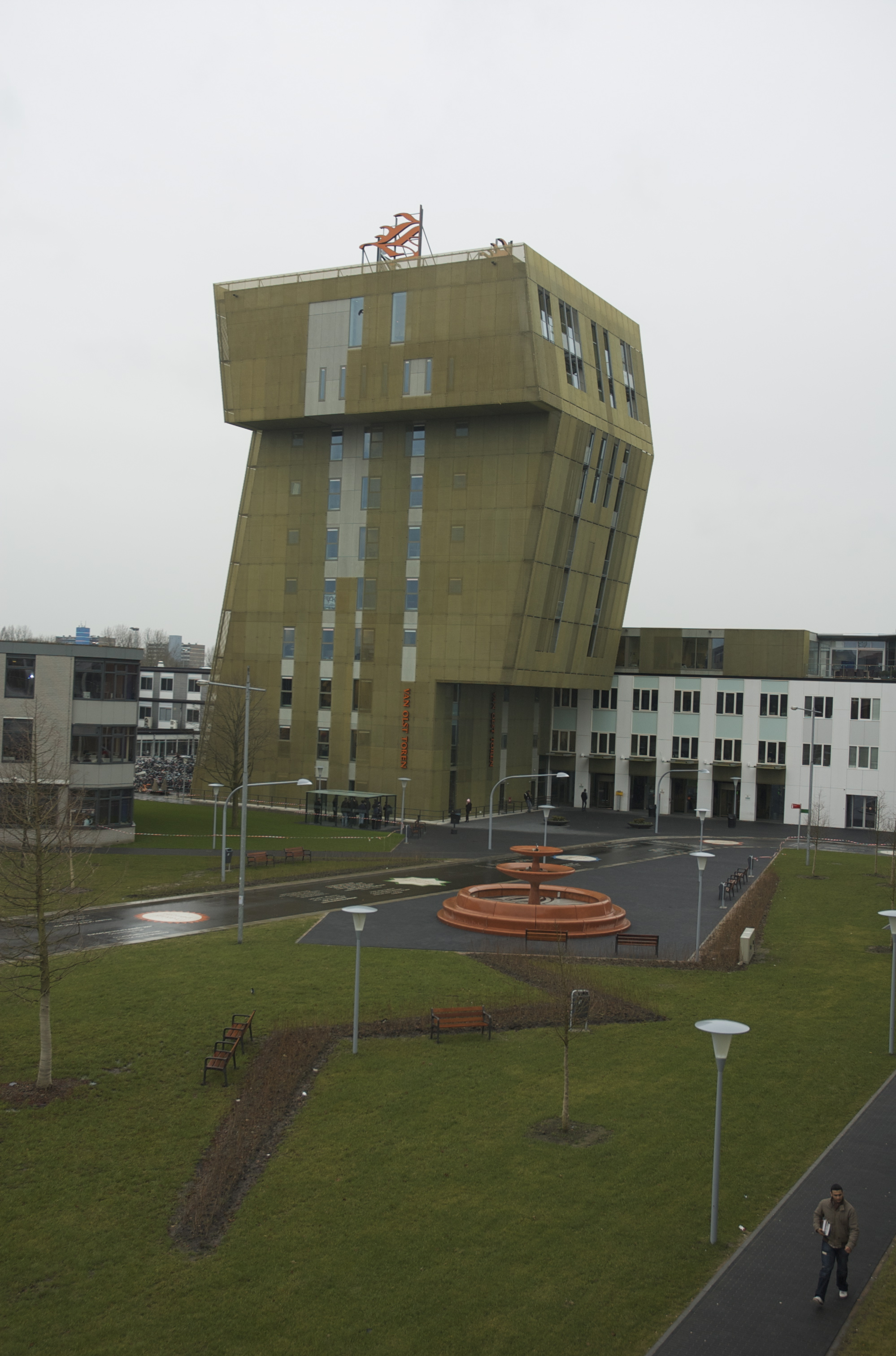

## Localização
Hanze UCA está localizada em Assen (Hanze Instituto de Tecnologia), Leeuwarden (Cultura Pop) e Amsterdam (Academia de Dança). As outras 16 faculdades estão localizadas na cidade de Groningen.

## Academia Minerva
A Academia Minerva é uma academia de artes holandesa.
A academia foi fundada em 1798 em Groningen como uma faculdade de artes, arquitetura, engenharia e náutica. Atualmente, é uma faculdade de belas artes e design e faz parte da Hanze Universidade de Ciências Aplicadas. A academia oferece educação em dois campos principais: Belas Artes e Design, e Treinamento em Ensino de Belas Artes e Desing.

## Hanze Instituto de Tecnologia
O Hanze Instituto de Tecnologia (HIT) faz parte da Hanze Universidade de Ciências Aplicadas, Groningen nos Países Baixos. O HIT está localizado em Assen e oferece um Bacharel em Aplicação Sensorial Avançada. Começou em 2008 como pioneiro europeu no campo de educação em tecnologia de sensores e está trabalhando juntamente com parceiros como Astron, Nederlandse Aardolie Maatschappij/Shell e Sun Microsystems.

### Objetivos
O HIT tem como objetivo ser a faculdade de engenharia mais avançada e especializando no campo de tecnologia de sensores. O HIT quer identificar e premiar talento, excelência e inovação. A educação oferecida é baseada no tema de tecnologia de sensores, que inclui aspectos de engenharia de todas as disciplinas.
HIT foca em estudantes talentosos e avançados, que tem interesse em ciência, estilo empreendedor, determinação sólida e excelência. Estudantes irão se beneficiar do envolvimento de experts da indústria assim como da relevância social e da profundidade do programa.

### Bacharel
O Bacharel em Aplicação Sensorial Avançada é um programa de quatro anos, especializado em inovação sensorial inteligente. O Bacharel consiste de um ano de introdução e uma fase principal de três anos. O Hanze Instituto de Tecnologia é a primeira faculdade de engenharia internacional dos Países Baixos e trabalha em parceria com líderes nacionais e internacionais no campo de tecnologia sensorial. Isto é refletido no prédio de primeira classe do instituto e as estruturas educacionais high-tech. Apesar de o Bacharel se especializar em tecnologia sensorial, ele cobre várias disciplinas, incluindo engenharia elétrica e mecânica, matemática, física, química, biologia, ciência da computação e tecnologia humana.
O Bacharel é o primeiro do seu tipo a se especializar em tecnologia sensorial. Sistemas de sensores são extremamente importantes hoje em dia, influenciando e afetando a vida de bilhões. O curso oferece o conhecimento e as habilidades para os estudantes se tornarem lideres inovadores com foco e habilidade para aplicar com sucesso a tecnologia no mundo de hoje.

### Clausula de Exceção
Estudantes extremamente talentosos podem ser elegíveis para admissão diretamente na fase principal, assim reduzindo o tempo de estudo em um ano. Estudantes precisam demonstrar um conhecimento avançado nos campos de matemática, ciências e inglês. Por isso, uma nota maior que 6.5 no IELTS ou 100 no TOEFL iBT é um requerimento.

## Faculdade de Administração e Negócios Internacionais Groningen (International Business School Groningen)

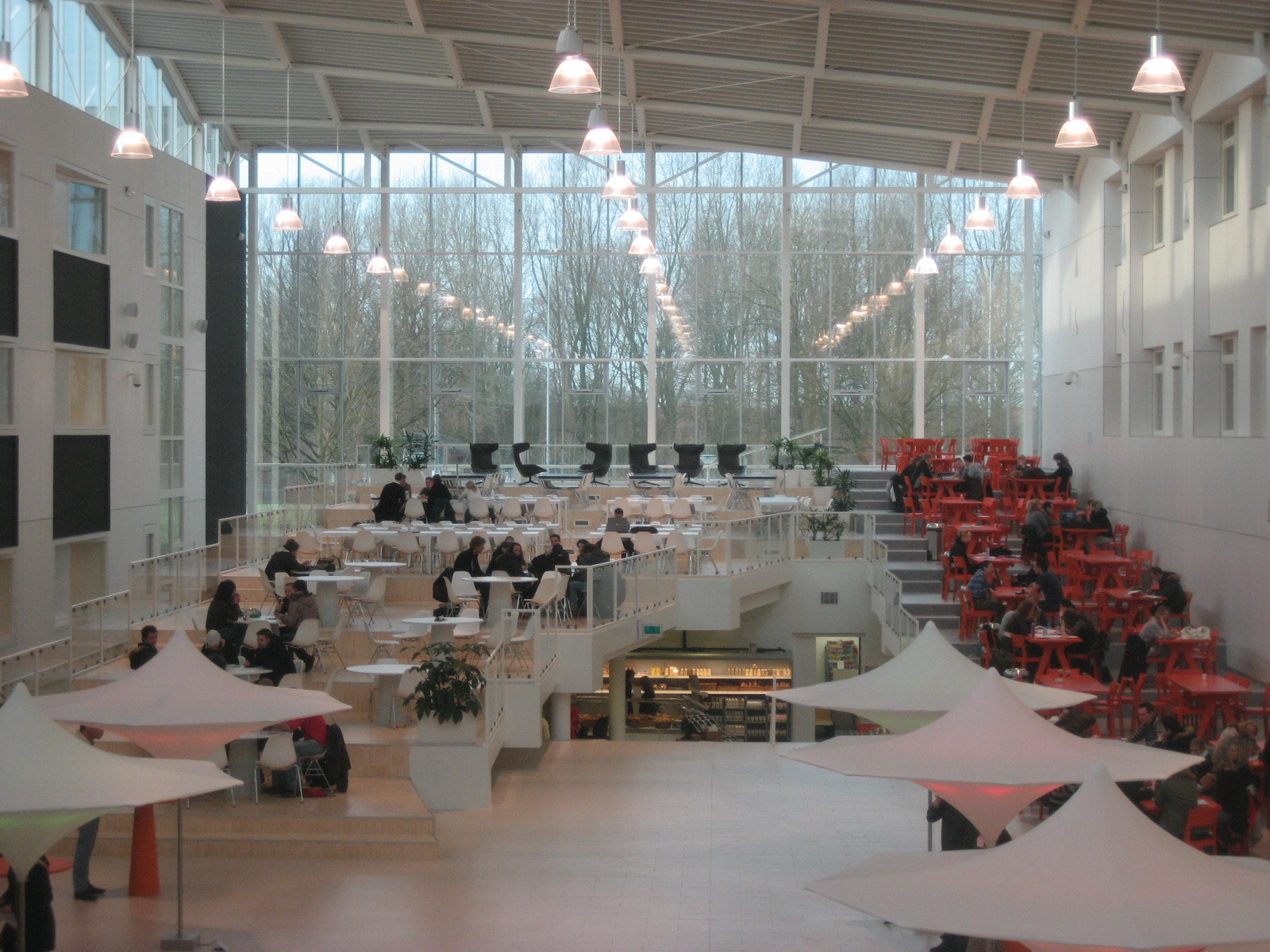

A Faculdade de Negócios Internacionais (International Business School Groningen - IBS) é a faculdade de administração da Hanze University of Applied Sciences em Groningen, Países Baixos.
O programa de Administração e Negócios Internacionais (International Business and Management Studies – IBMS) da Hanze University of Applied Sciences, Groningen, foi fundado em 1988, e é um dos mais velhos programas de negócios internacionais dos Países Baixos. IBMS é internacional: aproximadamente 60% dos estudantes vem de fora dos Países Baixos e mais de 40 nacionalidades estão presentes. As aulas são dadas em inglês ou alemão por um grupo multinacional de professores com diversas experiências internacionais.
Os graduados da IBMS obtêm um Bacharel em Administração internacionalmente reconhecido. Estudantes podem escolher uma especialização em uma das áreas abaixo, cada uma oferecendo uma grande variação de carreiras ao redor do mundo:
- Marketing Internacional
- Gestão Internacional
- Finanças e Contabilidade Internacional
- Internationale Betriebswirtschaft (Negócios Internacionais em alemão)

Além disso, estudantes podem escolher uma especialização secundária em um número de diferentes áreas de estudo, como por exemplo Negócios e Cultura em Macau a Negócios Europeus.

### Prêmios
- Melhor curso IBMS dos Países Baixos
A IBS recebeu o prêmio pela qualidade de seu curso IBMS da NVAO (em holandês: Nederlandse-Vlaamse Accreditatieorganisatie). A NVAO é a organização de acreditarão holandesa e belga designada pelo Ministério da Educação para executar acreditações para todos os institutos de ensino superior nos Países Baixos e Bélgica. Os critérios testados são, entre outros, objetivos organizacionais, currículo, recursos humanos, qualidade de administração e estrutura.
```
- NIBS Acreditarão Internacional
```

A IBS recebeu o premio do NIBS (Network de Escolas de Negócios Internacionais) como uma instituição internacional altamente abrangente, com um ambiente de ensino baseado na língua inglesa onde estudantes tem a possibilidade de escolher seus locais de intercâmbio baseados nos seus resultados.

### Ano Acadêmico
IBMS é um programa de quatro anos e cada ano contém dois semestres. Cada semestre é dividido em dois períodos de oito semanas, incluindo um período de exames no fim de cada período. O ano acadêmico começa normalmente no dia 1 de setembro e acaba depois de quatro blocos, no fim de junho.

### Tipo de Educação na IBMS Groningen
IBMS foca em ensinar os estudantes através de prática. Os estudantes trabalham em diversos grupos em projetos com estudantes de diferentes culturas, tendo uma tarefa integrada que é relacionada a todos os outros cursos que fazem parte do currículo educacional. Os estudantes focam em habilidade em apresentação, trabalhando internacionalmente com um forte foco em negócios.
Treinamento também é oferecido em habilidade especificas que são essenciais para carreiras de sucesso no futuro, como dando e recebendo feedback, trabalhando em grupos, sensitividade intercultural, orientação para o cliente e apresentações.
Conselho acadêmico é oferecido em todas as fases do programa da IBMS. No primeiro ano, conselho acadêmico é concentrado em seguir o progresso do estudante, ajudando-lhes a superar a transição para o nível superior e determinando se o programa da IBMS é certo para o estudante em geral. No segundo e nos subsequentes anos, o Conselheiro Acadêmico continua a monitorar o progresso do estudante (juntamente com o estudante), completa um plano de estudo (para o intercambio, o plano de estudo é feito com o supervisor de intercambio) e o ajuda a resolver problemas e interpretar as regras da IBMS.

### Bacharel
O programa de Administração e Negócios Internacionais oferece aos estudantes um entendimento geral sobre negócios internacionais. Conhecimentos teóricos e práticos são balanceados no programa para preparar os estudantes para o mercado de trabalho global.
Após completar os primeiros dois anos de estudo, os estudantes escolhem entre as seguintes especializações: Marketing Internacional, Gestão Internacional ou Finança Internacional. O caráter internacional do programa é refletido, entre outras coisas, nos estudantes trabalhando e estudando no exterior em dois semestres em uma das 50 instituições parceiras da Hanze UCA.

### Mestrados
MBA
O MBA consiste em três semestres de estudo em um período de 14 meses. Durante o primeiro e segundo semestres, dez matérias são oferecidas nas quais vários aspectos de gestão são lidados. Estão incluídos as quarto áreas funcionais (Gestão de Marketing, de Recursos Humanos, de Operações e de Finanças), treinamento de habilidades pessoais, duas matérias principais Administração Geral e Estratégica, entre outras. O uso extensivo de estudos de caso e experiência pessoal oferecem a ligação necessária entre teoria e pratica. A integração das varias disciplinas e o papel do gerente são questões principais do programa. O programa é completado com uma tese que envolve uma tarefa de analisar e resolver um problema estratégico em uma companhia.
MBA em Gestão de Negócios Internacionais
, O MBA em Gestão em Negócios Internacionais consiste em três semestres de estudo em um período de 14 meses. O primeiro semestre inclui um curso de introdução. O estudante deve fazer um semestre em Gronigen e outro em Cambridge. O terceiro pode ser feito em qualquer lugar do mundo.

### Conteúdo Programático IBMS Groningen
No primeiro ano, as matérias estão conectadas com um caso pratico de negócios. Em um dos semestres, os estudantes aplicam seus conhecimentos trabalhando como consultores para uma empresa que precisa de conselho. No outro semestre, uma estrutura semelhante é utilizada: os estudantes desenvolvem um plano de negócios no qual eles aprendem a vender um produto ou serviço, como organizar uma companhia e seu formato legal, e como convencer uma instituição financeira a investir na companhia.
O segundo ano combina matérias de negócios internacionais mais profundas com outras que se relacionam com campos de estudo que preparam os estudantes para o intercambio. Matérias incluem: Administração da Cadeia Produtiva, Métodos de Pesquisa voltados para Negócios e treinamento e desenvolvimento de carreira.
Durante o terceiro ano (intercâmbio e estágio no exterior) os estudantes passam um semestre em uma das 50 escolas parceiras no exterior (Europa Oeste e Leste, America do Norte e Sul, Austrália e Oriente). Esse ano oferece uma oportunidade única de expandir ambos conhecimento e  experiência em diferentes culturas. O outro semestre do terceiro ano é passado trabalhando em uma companhia fora do país de origem dos estudantes.
O quarto ano oferece matérias obrigatórias e eletivas relacionadas com as especializações. Os estudantes participam em um projeto de graduação no qual eles trabalham para uma companhia externa. Os estudantes adquirem, definem, analisam e pesquisam um problema relacionado a negócios, escrevem um trabalho e apresentam e defendem seus achados em uma apresentação oral.

### IBMS Corpo Estudantil
IBMS prepara mais de 800 estudantes de vários lugares do mundo para carreiras em negócios internacionais. A IBS é realmente internacional: aproximadamente 50% dos estudantes vêm de fora dos Países Baixos e mais de 55 nacionalidades estão representadas.
Europa: Áustria, Bulgária, Dinamarca, Estônia, Finlândia, França, Geórgia, Alemanha, Grécia, Hungria, Irlanda, Itália, Letônia, Lituânia, Países Baixos, Noruega, Polônia, Portugal, România, Rússia, Eslováquia, Espanha, Suécia, Turquia, Ucrânia e Reino Unido.
Ásia: Afeganistão, Butão, Índia, Uzbequistão, China, Indonésia, Irã, Israel, Yemen, Jordânia, Malásia, Paquistão, Tailândia, Vietnã
África: Egito, Etiópia, Gana, Camarões, Libéria, Marrocos, Ruanda, Tanzânia, Togo, Uganda, Zâmbia.
América do Norte e Central: Canadá, Honduras, México, Trindade e Tobago e Estados Unidos.
América do Sul: Bolívia, Brasil, Chile e Equador.
As aulas são dadas em inglês por um grupo multinacional de professores com diversas experiências internacionais, variando do Reino Unido, Alemanha, Espanha, Irlanda, Países Baixos, Bulgária e Estados Unidos até China, Vietnã, Tanzânia, África do Sul e Nicarágua. Falantes de inglês como língua materna mantém o nível alto de inglês no programa e os estudantes podem estudar uma língua extra (espanhol, holandês, francês ou alemão) assim aumentando as possibilidades durante o ano no exterior.

## Conservatório Príncipe Claus
O Conservatório Príncipe Claus é um dos nove conservatórios localizados nos Países Baixos. É uma das faculdades da Hanze Universidade de Ciências Aplicadas na cidade de Groningen.
Os estudantes normalmente se especializam em um instrumento dentro da divisão musical clássica ou jazz. Estudantes também podem treinar para se tornarem condutores, compositores ou professores de musica.

## Faculdade de Gestão em Instalações

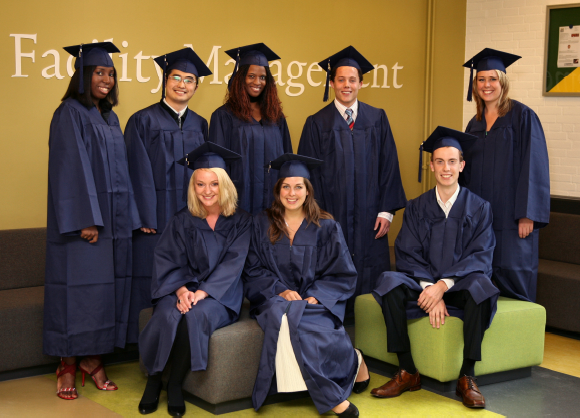

A Faculdade de Gestão de Instalações Groningen faz parte da Hanze Universidade de Ciências Aplicadas em Groningen, nos Países Baixos e oferece o bacharelado em Gestão Internacional de Instalações.
A Faculdade de Gestão de Instalações é internacional: os estudantes vem dos países da União Europeia, Oriente Médio, América Central e Oriente, e podem seguir carreiras tanto nos Países Baixos como no exterior. A língua de instrução é o inglês.
O bacharelado em administração prepara os estudantes para posições executivas tais como: Chefe de Organização de Instalações, Chefe de Segurança, Gerente de Compras, Gerente de Novos Projetos, Gerente de Refeitório, Gerente Regional de Serviços de Limpeza, Gerente de Eventos, Coordenador de Realocação, entre outros.

### Bacharel
Estudantes vão receber um Bacharel em Administração em Gestão de Instalações Comerciais ou Corporativas.

### Primeiro ano: introdução a gestão de instalações
O primeiro ano é uma introdução a gestão de instalações (internacional). Os estudantes adquirem conhecimento em fazer políticas assim como desenvolvimento de um ambiente de trabalho sustentável e inovativo. Os estudantes tem a possibilidade de aprender como gerentes de instalações avaliam eficácia, eficiência e nível de serviços da organização assim como administrar e estruturar serviços, por exemplo limpeza ou refeitório para uma instituição de saúde.

### Segundo ano: especialização em gestão de instalações corporativas ou comerciais
No segundo ano, os estudantes se preparam para as especializações: gestão de instalações corporativas ou comerciais. Na gestão de instalações corporativas os estudantes adquirem conhecimentos e habilidades na compra de serviços ou produtos assim como planejamento de políticas para moradia no longo termo, por exemplo. A gestão de instalações comerciais foca em criar estratégias de marketing para novos serviços ou produtos desenvolvidos relacionados a gestão de instalações (segurança, limpeza, manutenção de prédio, etc.) e em fazer planos para o aprimoramento da qualidade da performance da instalação de provedores de serviços.

### Terceiro ano: estudantes vão para o exterior
Assim que os estudantes se especializaram  nos conceitos gerais de gestão internacional de instalações, eles irão se especializar em gestão de instalações corporativas ou comerciais. Os estudantes tem a oportunidade de estudar no exterior por cinco meses em uma das parceiras da Hanze UCA na Europa, Ásia, Estados Unidos ou Austrália (para estudantes holandeses isso é obrigatório). Acima disso, os estudantes irão colocar seus conhecimentos e habilidades em pratica em um estagio de cinco meses em uma organização ou companhia relacionada com o perfil corporativo ou comercial.

### Quarto ano: Projeto de Graduação
O ultimo semestre do quarto ano oferece aos estudantes um programa que combina a especialização antes da fase de graduação. Estudantes lidam com gestão estratégica no perfil corporativo ou empreendedorismo na área comercial. Em ambos os perfis, os estudantes aprendem a lidar com gestão de mudanças. A fase de graduação, a parte final do programa, envolve o projeto de graduação no qual estudantes agem como um consultor em gestão de instalações júnior e executam uma tarefa complicada e independentemente, para uma companhia na área de gestão de instalações em um contexto internacional.

## Atividades estudantis
Há muitas atividades extracurriculares disponíveis para os estudantes na IBMS. O programa tem a União IBS que é muito ativa e organiza palestras e excursões mas também festas e viagens. A Hanze UCA tem uma excelente estrutura para esportes: durante os dias da semana o foco é em exercícios e treinamento com supervisão de profissionais e instrutores, e nos fins de semana a ênfase é em competições, torneios e eventos.

## Time Estudantil Internacional
Decidir onde e qual universidade estudar é uma decisão única na vida de cada estudante e provavelmente irá influenciar a carreira futura. Obter informação detalhada sobre a universidade, o currículo e a vida estudantil é crucial para fazer a decisão correta. O Time Estudantil Internacional é feito de estudantes de vários lugares do mundo que já passaram por essa decisão e por isso podem dividir suas experiências assim como responder duvidas para ajudar os futuros estudantes a fazer a escolha certa. O Time Estudantil Internacional pode ser contatado em qualquer língua.